# Ratold Italský
Ratold byl králem Itálie, vládnoucím přibližně měsíc v roce 896. Byl levobočkem východofranského krále Arnulfa Korutanského. Fuldské letopisy o Ratoldovi a jeho nevlastním bratrovi Svatoplukovi zaznamenaly, že se narodili konkubínám. Jejich matky nejsou jmenovány, proto je možné, že se konkubínami staly až poté, co si Arnulf vzal za ženu Uotu v roce 888.
Ratoldovo datum narození je neznámé. V době, kdy byl povolán do Itálie, už zřejmě mohl být dospělým. Roku 889 Arnulf přesvědčil východofranskou šlechtu, aby uznala Svatopluka a Ratolda jako jeho nástupce v případě, že by se Arnulfovi nenarodil žádný legitimní dědic. Historik Karl Joseph Leyser předpokládal, že se jednalo o Arnulfův plán, který měl zajistit Lotrinské a Italské království Arnulfovým synům Ratoldovi a Svatoplukovi, přičemž Východní Franky si Arnulf vyhradil pro svého legitimního potomka. Poté, když byl Arnulf korunován císařem v Římě roku 896, náhle onemocněl a rychle se vrátil do Německa v květnu, přitom v Miláně zanechal Ratolda, aby si u italského lidu získal věrnost. Z výkladu Fuldských análů však nevyplývá, zda byl Ratold pouze Arnulfovým zástupcem, nebo už vládl samostatně jako italský podkrál. Ovšem krátce potom, co Arnulf Itálii opustil, se Arnulfův sok Lambert ze Spoleta Itálie zmocnil. Další osudy Ratolda nejsou známy.